# シカゴ・ロック・アイランド・アンド・パシフィック鉄道

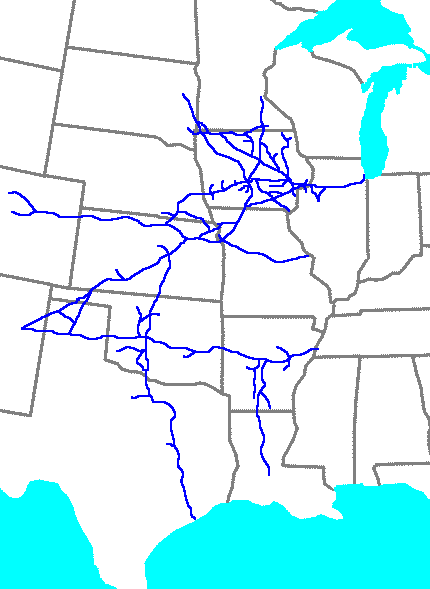
路線図（1965年）

シカゴ・ロック・アイランド・アンド・パシフィック鉄道（Chicago, Rock Island and Pacific Railroad、略称 CRI&P）は、かつてアメリカ合衆国中西部に存在した一級鉄道である。 ロック・アイランド鉄道、略してRI、またはザ・ロックとも呼ばれた。報告記号はRI。

## 19世紀における歴史
CRI&Pの前身は、ロック・アイランド・アンド・ラ・サール鉄道（Rock Island and La Salle Railroad Company）であり、設立は1847年2月27日である。それが1851年2月7日に改組され、シカゴ・アンド・ロック・アイランド鉄道となった。
建設は同年10月1日にシカゴで開始、ほぼ1年後の1852年10月10日にシカゴとジョリエットとの間で開業した。建設は続けられ、ラ・サール、そしてロック・アイランドには1854年2月22日に到達した。シカゴとミシシッピ川とを結んだ初めての鉄道となった。
アイオワ州では、C&RIが1853年2月5日にダベンポートとカウンシルブラフスとを結ぶミシシッピ・アンド・ミズーリ鉄道（M&M）を設立。1855年11月20日にはダベンポートとマスカティーンとの間でアイオワ州初の鉄道として営業を開始した。ミシシッピ川を渡る橋は、1856年4月22日に完成した。
1857年、ミシシッピ川を航行していた蒸気船が鉄道橋に激突し炎上した。船の所有者はRIに対して訴訟を起こした。後にアメリカ合衆国大統領となるエイブラハム・リンカーンは当時弁護士であり、RIの弁護人だった。リンカーンは、橋は国益であり蒸気船に責任があると主張した。
1866年、C&RIはM&Mを買収し、シカゴ・ロック・アイランド・アンド・パシフィック鉄道（CRI&P）となった。CRI&Pは路線建設や鉄道の買収を続け、路線を拡大していった。

## 営業地域

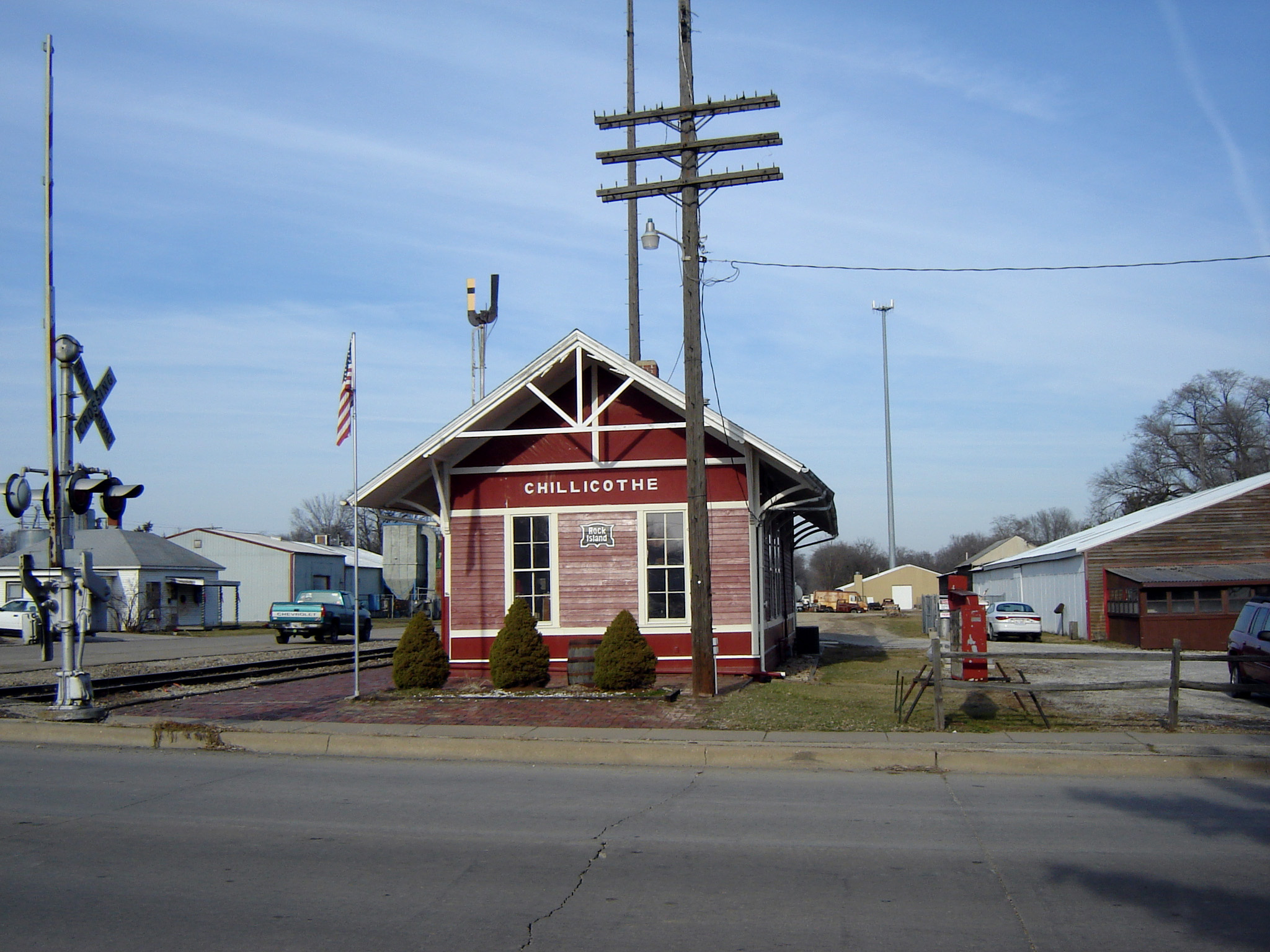
かつてRIの駅だったイリノイ州チリコーシの建物。現在はロック・アイランド鉄道博物館となっている。

RIの路線が延びていたエリアは、アーカンソー州、コロラド州、イリノイ州、 アイオワ州、カンザス州、ミズーリ州、ネブラスカ州、ニューメキシコ州、オクラホマ州、テキサス州であった。東端はシカゴ周辺の鉄道網やテネシー州メンフィスに、西端はコロラド州デンバーやニューメキシコ州サンタローザに、南端はテキサス州ガルベストンやルイジアナ州ユーニスに、それぞれ接続していた。北端のみ、ミネソタ州ミネアポリスにまで延びていた。
幹線というべき路線はミネアポリスからアイオワ州デモインを経てミズーリ州カンザスシティに至る路線、ミズーリ州セントルイスからカンザスシティを経てサンタ・ローザに至る路線、カンザス州ハーリントンからテキサス州フォートワースとダラスを経てガルベストンに至る路線、サンタ・ローザからメンフィスに至る路線などであった。
もっとも輸送量の多かった区間は、シカゴ～ロック・アイランド間と、ロック・アイランド～アイオワ州マスカティーン間であった。

## 旅客列車

### ゴールデン・ステート

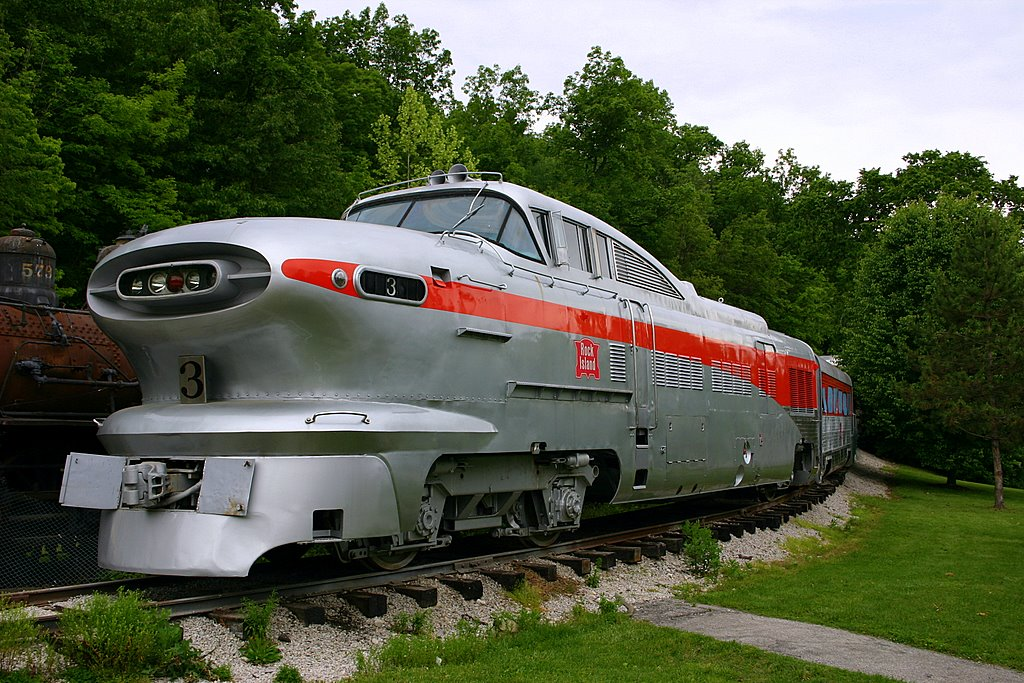
ゴールデン・ステートのユニークな外観と塗装

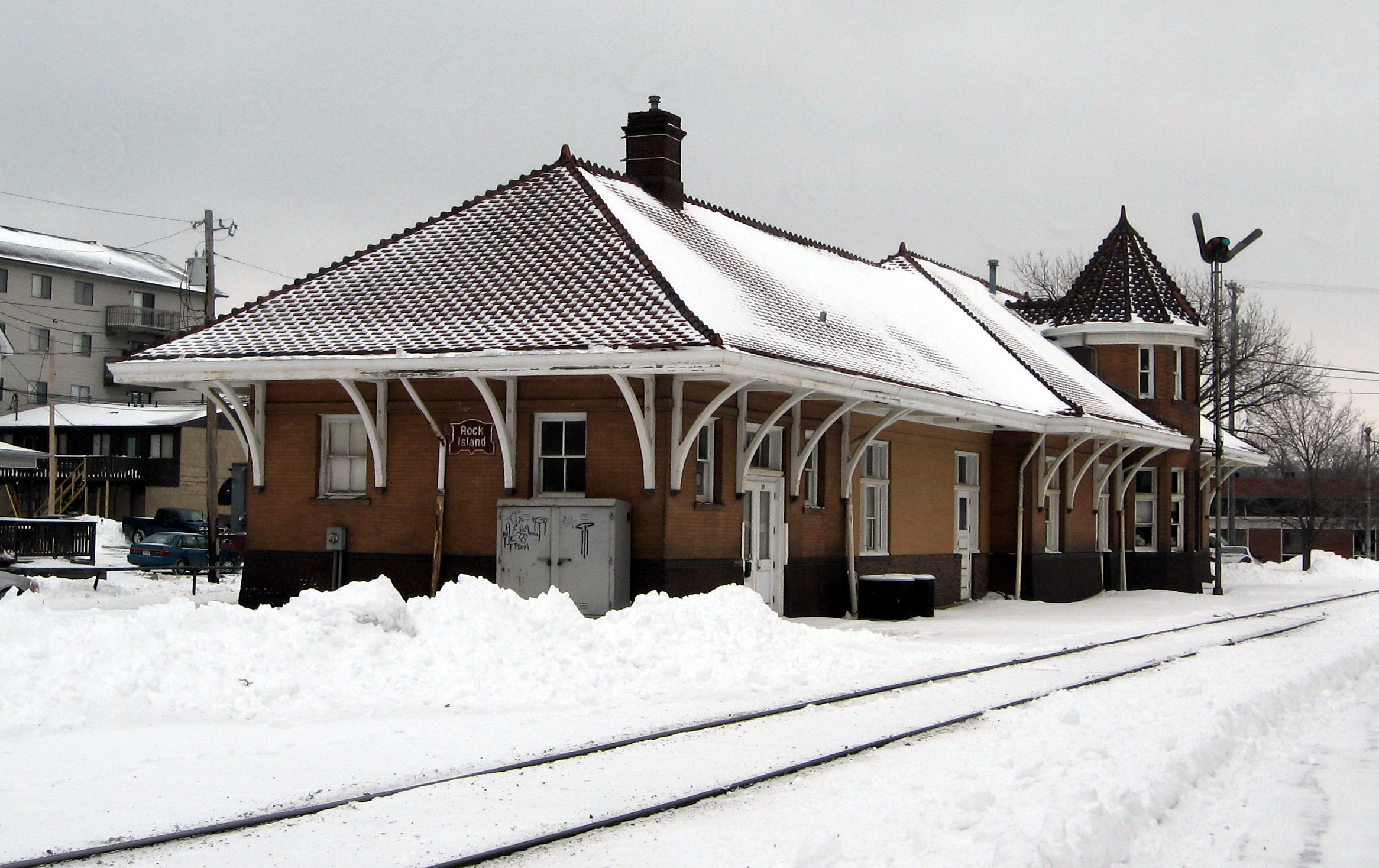
アイオワシティ駅

RIは、サザン・パシフィック鉄道（SP）とともにゴールデン・ステート・リミテッドを運行していた。この列車は、シカゴからカンザスシティ、トゥクムカリ、エルパソを通りロサンゼルスへと結ぶ列車で、1902年から1968年までの間、運行されていた。1948年のディーゼル化ののち、名称をゴールデン・ステートと短くした。
SPとはまた、ゴールデン・ロケット（Golden Rocket）を共同運行する計画があり、1948年には運行開始予定だったが、この計画はSPが手を引いたため消滅した。ゴールデン・ロケット用に計画されていた列車のユニークな塗装は、ゴールデン・ステートで実用化された。
1937年、RIはこれらの旅客列車牽引にディーゼル機関車を導入した。同時に、6両の軽量な流線形の車両、ロケット（Rock Island Rockets）を購入した。

### ロケット
RIは、ロケットと称する旅客列車をアメリカ合衆国中西部を中心に展開した。
- ロッキー・マウンテン・ロケット （Rocky Mountain Rocket）：シカゴ-オマハ-リンカーン-デンバー-コロラドスプリングス
- コーン・ベルト・ロケット：シカゴ-デモイン-オマハ
- ツイン・スター・ロケット（Twin Star Rocket）：ミネアポリス-セントポール-デモイン-カンザスシティ-オクラホマシティ-フォートワース-ダラス-ヒューストン
- ゼファー・ロケット：ミネアポリス-セントポール-バーリントン-セントルイス
- チョクトー・ロケット（Choctaw Rocket）：メンフィス-リトルロック-オクラホマシティ-アマリロ-トゥクムカリ

### アムトラックとの関係
RIは、1971年にアムトラックが組織されたときにはそのシステムに加わらずに自社で旅客列車を運行していた。アムトラックに加わるコストと、自社の都市間輸送の2列車（シカゴ-ピオリア間のピオリア・ロケットと、シカゴ-ロック・アイランド間のクアド・シティズ・ロケット）の運行コストが同じであるという結論を出して以後、旅客列車はイリノイ州のために公的サービスのつもりで運行することとした。これらの旅客列車は、1978年末まで運行された。

## 終焉
1964年、RIはユニオン・パシフィック鉄道（UP）と合併し、より大きな鉄道運営組織となる道を選んだ。その過程は州際通商委員会によって非常に複雑なものとなり、RIはその犠牲となった面があった。
10年を超える研究や裁判所での事情聴取を経て、UPはRIと合意した。しかし、RIは研究の費用がかさんだことや、裁判所の命令のために保線はなされず、線路の状態は悪化していった。合併後のために、資産や現金を残しておくことが優先されたのであった。UPはこれを見て取るや、合併の契約を取り消した。
1975年3月17日、RIは三度目の倒産となった。ウイリアム・ギボンズ（William M. Gibbons）がフランク・J・マクガー判事により管財人に選出された。二人は1960年代に共に法学を学んだ間柄であった。
1979年8月、鉄道・航空乗務員組合（Brotherhood of Railway and Airline Clerks (BRAC)）がRIに対してストライキを実行。争点は遡っての賃金であった。これにはなんの解決策もないように見えたが、ICCはカンザスシティ・ターミナル鉄道に、すべてに管理を9月までに終わらせるよう命じた。RIの社長、ジョン・イングラム（John W. Ingram）は辞職し、ギブソンが「倒産した鉄道の」社長となった。
1980年1月24日、マクガー判事はRIの倒産について審理し、RIの再建は不可能であり、清算されるべきだとの判断を下した。結果として、それまでのアメリカ鉄道史上最大の倒産となった。
2月終盤、カンザスシティ・ターミナル鉄道は内国向け輸送を停止しており、最後の列車が走ったのは3月31日であった。機関車、レールカー、線路の類は解体され、また売却された。ギボンズは清算によって5億ドルを計上し、それを債権者への支払いや借金、その利子の支払いに充てた。ギボンズがRIから解放されたのは、RIのすべての車両や資産が売却、あるいは廃棄された後、すなわち1984年1月1日であった。
RIの持株会社、シカゴ・パシフィック・コーポレーション（Chicago Pacific Corporation）は、子会社である鉄道会社が清算し終わってもなお存在していたが、1985年、メイタグに買収された。
かつてRIの幹線であった、シカゴからオマハへの路線は新たに組織されたアイオワ・インターステート鉄道（Iowa Interstate Railroad、IAIS）に売却された。

## 音楽・映画に描かれたRI
- レッドベリーのフォークソングにロック・アイランド・ライン（Rock Island Line (song)）という曲がある。
- メレディス・ウィルソンのザ・ミュージック・マンというミュージカルの冒頭の曲にはロック・アイランドと名付けられている。
- 映画許されざる者の主人公、ウィリアム・ビル・マニーはRIを爆破したことで名を馳せた。
- 映画ロック・アイランド・トレイン [6]はRIの鉄道建設を題材とする映画である。